# Neue Leipziger Zeitung
Die Neue Leipziger Zeitung war eine ab 1921 in Leipzig erscheinende deutsche Tageszeitung. Im Jahr 1941 wurde sie mit der seit 1932 von der NSDAP herausgegebenen Leipziger Tageszeitung zur Neuen Leipziger Tageszeitung vereinigt. Im April 1945 stellte diese Zeitung ihr Erscheinen ein.

## Chefredakteure
- Georg Marguth (1921–1931)[1]
- Richard Lehmann (1931–1939)[2]

## Auflagenentwicklung
- 1926: 90.000
- 1927: 100.000
- 1928: 108.000
- 1929: 120.000
- 1930: 120.000
- 1931: 125.000
- 1933: 100.000
- 1935: 75.000
- 1937: 69.000
- 1939: 68.500[3]